# پوپی مورگان
پوپی مورگان (انگلیسی: Poppy Morgan؛ زاده ۱۷ فوریهٔ ۱۹۸۳) یک بازیگر پورنوگرافی اهل بریتانیا است.